# José Diego Álvarez
José Diego Álvarez Álvarez, meglio conosciuto come José Diego (Monforte de Lemos, 21 dicembre 1954), è un ex calciatore spagnolo, di ruolo centrocampista.

## Carriera

### Club
Cresce calcisticamente con l'Eibar, società con cui esordisce in Tercera División nella stagione 1971-1972. Tre anno più tardi viene acquistato dalla Real Sociedad, con la quale debutta nella Liga nella stagione 1974-1975, precisamente il 7 settembre 1974 in Real Sociedad-Barcellona, diventandone presto un titolare. Con la squadra di San Sebastián colleziona 349 presenze (263 in campionato), aggiudicandosi una Supercoppa di Spagna e per due volte lo scudetto spagnolo (1980-1981 e 1981-1982).

### Nazionale
La Nazionale spagnola lo vide in campo una volta, durante Spagna-Inghilterra (0-2) del 26 marzo 1980.
Venne convocato per l'Europeo italiano del 1980, senza tuttavia mai scendere in campo.
Conta anche una presenza con la Selezione di calcio dei Paesi Baschi.

## Palmarès

### Club
- Campionato spagnolo: 2

Real Sociedad: 1980-1981, 1981-1982
- Supercoppa di Spagna: 1

Real Sociedad: 1982